# Beringtejst
Beringtejst (Cepphus columba) är en fågel i familjen alkor inom ordningen vadarfåglar som förekommer i norra Stilla havet.

## Kännetecken

### Utseende
Beringtejsten är en medelstor (30–37 cm), i häckningsdräkt huvudsakligen svart alka med lång och smal näbb, röda ben och vita vingtäckare. Den är mycket lik nära släktingen tobisgrisslan men är något större och har ett svart band i det vita på vingarna i häckningsdräkt. Vidare har den i alla dräkter grå istället för vita vingundersidor. Vinterdräkten är mörkare än motsvarande dräkt hos tobisgrisslan. Populationen i Kurilerna (snowi, se nedan) har endast något vitt i vingen, ibland inget alls, och har ofta en ljusare fläck kring ögat.

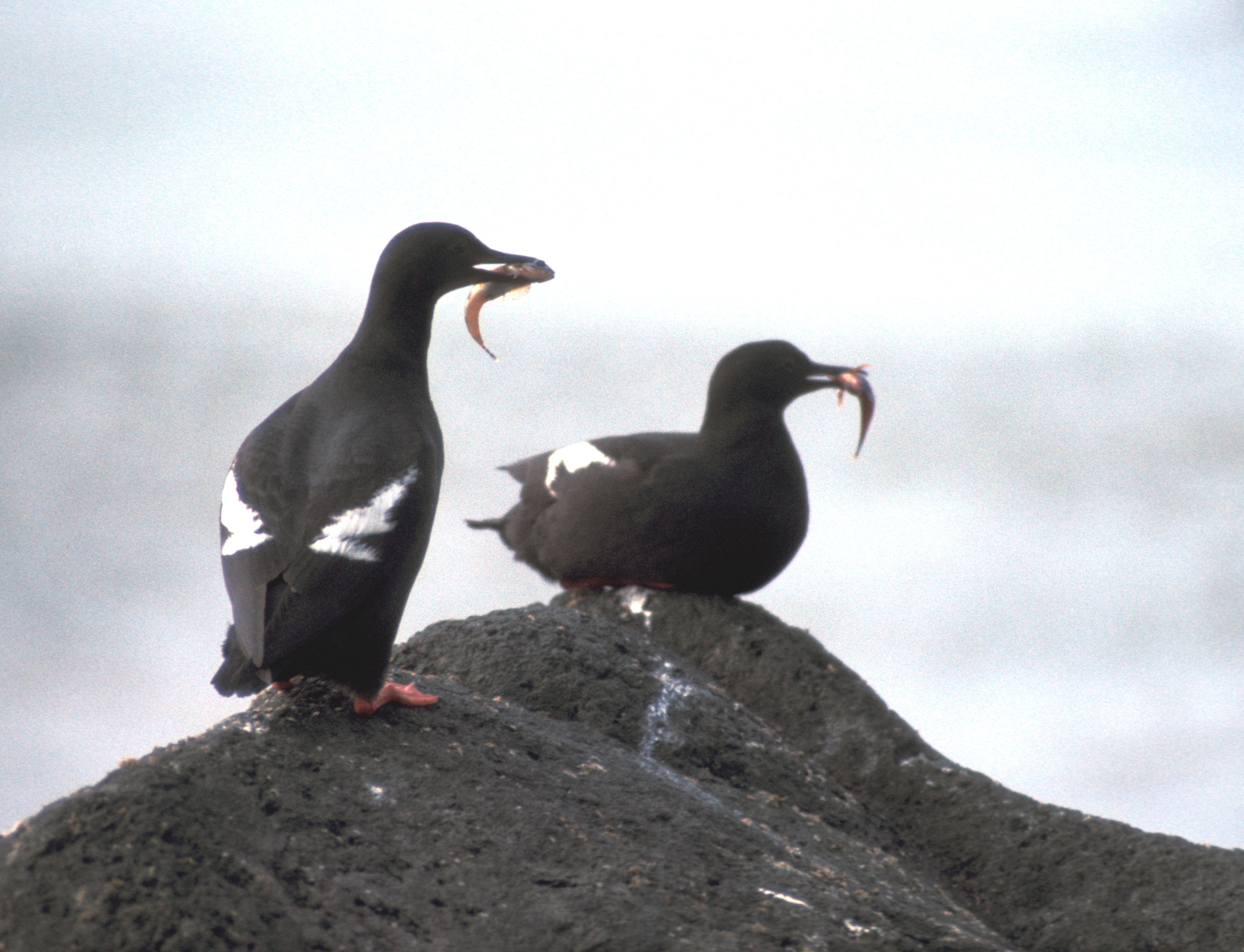

### Läten
På häckningsplats är beringtejsten en ljudlig fågel som yttrar olika sorters mycket ljusa, gnissliga eller pipiga visslingar kring boet.

## Utbredning och systematik
Beringtejst påträffas på både den asiatiska och amerikanska sidan av norra Stilla havet. Den delas in i fem underarter i två grupper med följande utbredning:
- Cepphus columba snowi – Kurilerna
- columba-gruppen
  - Cepphus columba columba – nordöstra Sibirien till Berings hav och västra Alaska
  - Cepphus columba kaiurka – Kommendörsöarna till västcentrala Aleuterna
  - Cepphus columba adiantus – längs Nordamerikas västkust från Washington till Alaska och Aleuterna
  - Cepphus columba eureka – Oregon och Kalifornien

Underarten snowi behandlas av vissa som en egen art.

## Levnadssätt
Beringtejsten återfinns utmed klippiga kuster runt norra Stilla havet där den sällan ses långt från land. Den lever av olika sorters bottenlevande fisk och ryggradslösa djur. Ungarna matas oftast med fisk som jagas inom en kilometer från häckningskolonin. Den häckar oftast i små kolonier med under 50 fåglar på klippor och sluttningar, ofta nära grunt vatten mindre än 50 meter djupt. Arten är monogam och platstrogen. Den stannar nära kolonin även utanför häckningstid, även om fåglar i Alaska och Kalifornien flyttar söderut respektive norrut.

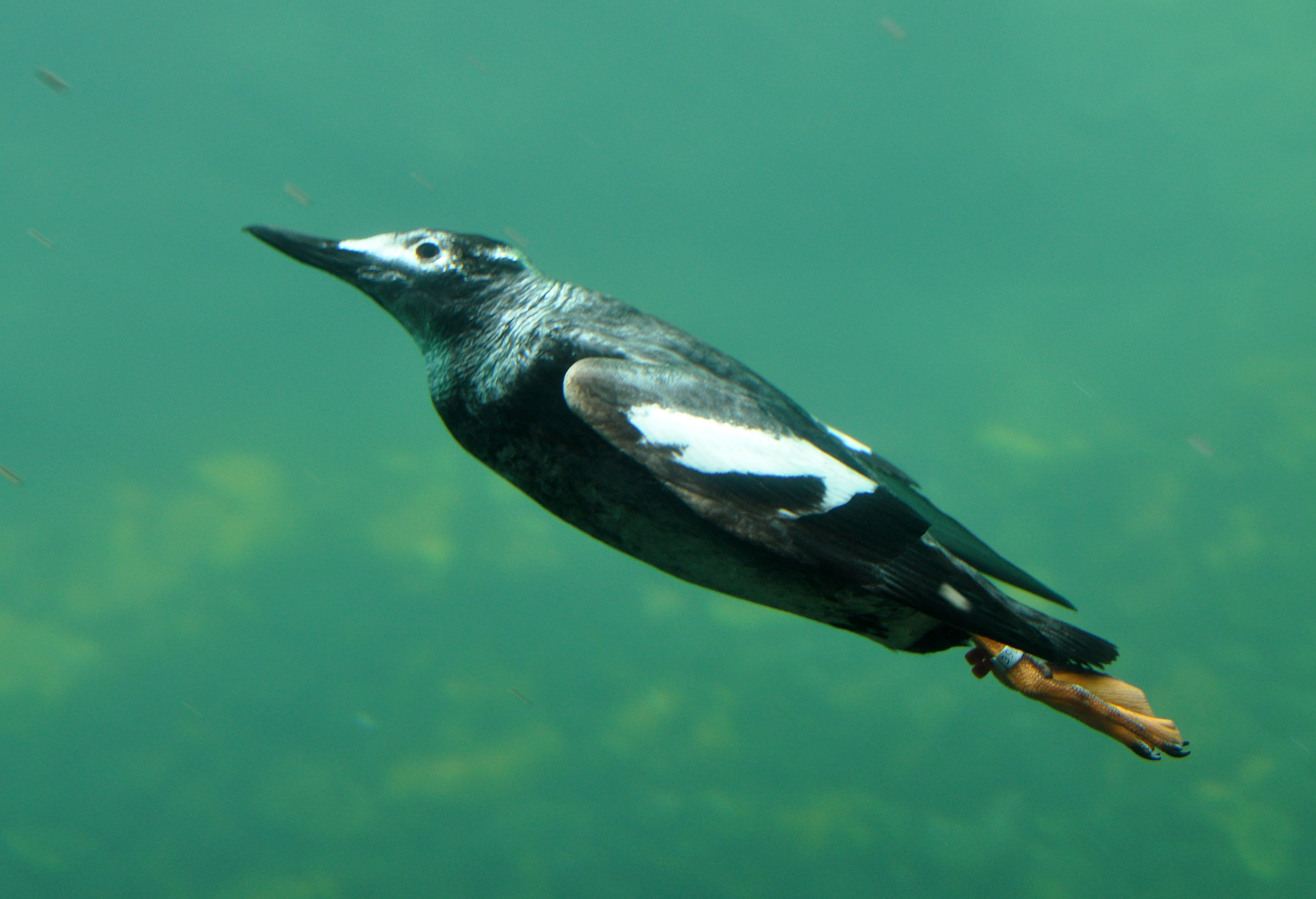

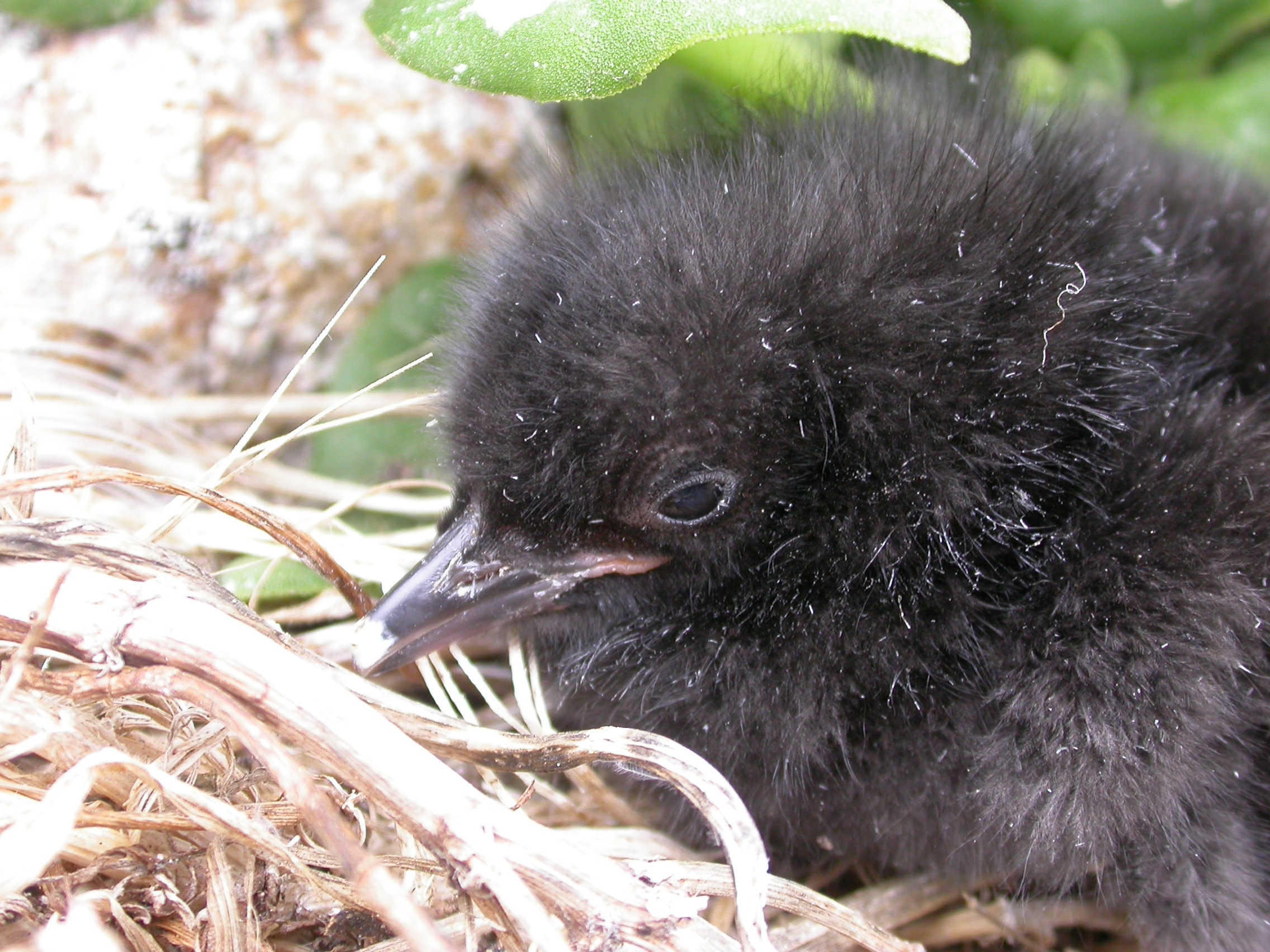

## Status och hot
Arten har ett stort utbredningsområde och en stor population med stabil utveckling. Utifrån dessa kriterier kategoriserar IUCN arten som livskraftig (LC). Världspopulationen uppskattades 1993 till 235 000 individer.

## Namn
Fågeln har på svenska även kallats beringstejst.